# Lord wielki skarbnik
Lord wielki skarbnik (ang. Lord High Treasurer) – dawny angielski tak zwany wielki urzędnik państwowy, trzeci w hierarchii. Stał on na czele skarbu monarszego. Od 1714 zarząd nad skarbem sprawowany jest komisarycznie przez lordów komisarzy skarbu (ang. Lords Commissioners of the Treasury). Pierwszym z nich jest zwykle premier Wielkiej Brytanii jako pierwszy lord skarbu (ang. First Lord of the Treasury). Drugim lordem skarbu (ang. Second Lord of the Treasury) jest zwykle kanclerz skarbu. Pozostali lordowie komisarze są zwykle rządowymi whipami w Izbie Gmin.
Angielski skarb powstał około 1126 podczas panowania Henryka I. Skarb był początkowo urzędem dworskim odpowiedzialnym za prywatną szkatułę monarchy. W 1216 skarbnik został powołany do kontrolowania skarbu w Winchesterze. Lord wielki skarbnik wszedł w skład wielkich urzędów państwowych w okresie Tudorów.

## Lista lordów wielkich skarbników Anglii
- ok. 1126–1133: Nigel
- ok. 1136–1139: Adelelm
- ok. 1158–1189: Richard FitzNeal
- 1196–1215: William z Ely
- 1217–1228: Eustace z Fauconberg
- 1228–1233: Walter Mauclerk
- 1233–1234: Peter des Rivaux
- 1234–1240: Hugh de Pateshull
- 1240–1252: William Haverhill
- 1252–1258: Philip Lovel
- 1258–1260: John Crakehall
- 1260–1263: John z Caux
- 1263–1263: Nicholas z Ely
- 1263–1263: Henry z St. Radegund
- 1263–1263: John Chishull
- 1263–1264: Roger de la Leye
- 1264–1265: Henry z St. Redegund
- 1265–1270: Thomas Wymondham
- 1270–1271: John Chishull
- 1271–1273: Philip z Eye
- 1273–1280: Joseph Chauncy
- 1280–1284: Richard Ware
- 1284–1290: John Kirkby
- 1290–1295: William z March
- 1295–1295: John Droxford
- 1295–1307: Walter Langton
- 1307–1310: Walter Reynolds
- 1310–1311: John Sandale
- 1311–1312: Walter Norwich
- 1312–1312: Walter Langton
- 1312–1312: Walter Norwich
- 1312–1314: John Sandale
- 1314–1317: Walter Norwich
- 1317–1318: John Hotham
- 1318–1318: John Walwayn
- 1318–1319: John Sandale
- 1319–1320: Walter Norwich
- 1320–1321: Walter de Stapledon
- 1321–1322: Walter Norwich
- 1322–1325: Walter de Stapledon
- 1325–1326: William Melton
- 1326–1327: John de Stratford
- 1327–1327: Adam Orleton
- 1327–1328: Henry Burghersh
- 1328–1329: Thomas Charlton
- 1329–1330: Robert Wodehouse
- 1330–1331: William Melton
- 1331–1332: William Ayermin
- 1332–1334: Robert Ayleston
- 1334–1334: Richard Bury
- 1334–1337: Henry Burghersh
- 1337–1338: William Zouche
- 1338–1338: Robert Wodehouse
- 1338–1340: William Zouche
- 1340–1340: Robert Sadington
- 1340–1341: Roger Northburgh
- 1341–1341: Robert Parning
- 1341–1344: William Cusance
- 1344–1356: William Edington
- 1356–1360: John Sheppey
- 1360–1363: Simon Langham
- 1363–1369: John Barnet
- 1369–1371: Thomas de Brantingham
- 1371–1375: Richard Scrope, 1. baron Scrope of Bolton
- 1375–1377: Robert Ashton
- 1377–1377: Henry Wakefield
- 1377–1381: Thomas de Brantingham
- 1381–1381: Robert Hales
- 1381–1386: Hugh Segrave
- 1386–1386: John Fordham
- 1386–1389: John Gilbert
- 1389–1389: Thomas de Brantingham
- 1389–1391: John Gilbert
- 1391–1395: John Waltham
- 1395–1398: Roger Walden
- 1398–1398: Guy Mone
- 1398–1399: William Scrope, 1. hrabia Wiltshire
- 1399–1401: John Norbury
- 1401–1402: Laurence Allerthorp
- 1402–1402: Henry Bowet
- 1402–1403: Guy Mone
- 1403–1404: William de Ros, 7. baron de Ros
- 1404–1407: Thomas Nevill, 5. baron Furnivall
- 1407–1408: Nicholas Bubwith
- 1408–1410: John Tiptoft
- 1410–1411: Henry Scrope, 3. baron Scrope of Masham
- 1411–1413: John Pelham
- 1413–1415: Thomas FitzAlan, 12. hrabia Arundel
- 1416–1416: Hugh Mortimer
- 1416–1416: Robert Leche
- 1416–1421: Henry FitzHugh, 3. baron FitzHugh
- 1421–1422: William Kinwolmarsh
- 1422–1426: John Stafford
- 1426–1432: Walter Hungerford, 1. baron Hungerford
- 1432–1433: John Scrope, 4. baron Scrope of Masham
- 1433–1443: Ralph de Cromwell, 3. baron Cromwell
- 1443–1446: Ralph Butler, 1. baron Sudley
- 1446–1449: Marmaduke Lumley
- 1449–1450: James Fiennes, 1. baron Saye i Sele
- 1450–1452: John Beauchamp, 1. baron Beauchamp of Powick
- 1452–1455: John Tiptoft, 1. hrabia Worcester
- 1455–1455: James Butler, 5. hrabia Ormond
- 1455–1456: Henry Bourchier, 1. wicehrabia Bourchier
- 1456–1458: John Talbot, 2. hrabia Shrewsbury
- 1458–1460: James Butler, 5. hrabia Ormond
- 1460–1461: Henry Bourchier, 1. hrabia Essex
- 1462–1463: John Tiptoft, 1. hrabia Worcester
- 1463–1464: Edmund Grey, 1. baron Grey de Ruthyn
- 1464–1465: Walter Blount, 1. baron Mountjoy
- 1466–1469: Richard Woodville, 1. hrabia Rivers
- 1469–1469: John Langstrother
- 1469–1470: William Grey
- 1470–1470: John Tiptoft, 1. hrabia Worcester
- 1470–1471: John Langstrother
- 1471–1483: Henry Bourchier, 1. hrabia Essex
- 1483–1484: John Wood
- 1484–1486: John Tuchet, 8. baron Audley
- 1486–1501: John Dynham, 1. baron Dynham
- 1501–1524: Thomas Howard, 2. książę Norfolk
- 1524–1546: Thomas Howard, 3. książę Norfolk
- 1547–1549: Edward Seymour, 1. książę Somerset
- 1550–1572: William Paulet, 1. markiz Winchester
- 1572–1598: William Cecil, 1. baron Burghley
- 1599–1608: Thomas Sackville, 1. hrabia Dorset
- 1608–1612: Robert Cecil, 1. hrabia Salisbury
- 1612–1613: urząd komisaryczny
  - Henry Howard, 1. hrabia Northampton
  - inni
- 1613–1614: urząd komisaryczny
  - Thomas Egerton, 1. baron Ellesmere
  - inni
- 1614–1618: Thomas Howard, 1. hrabia Suffolk
- 1618–1620: urząd komisaryczny
  - George Abbot
  - inni
- 1620–1621: Henry Montagu, 1. wicehrabia Mandeville
- 1621–1624: Lionel Cranfield, 1. hrabia Middlesex
- 1624–1628: James Ley, 1. hrabia Marlborough
- 1628–1635: Richard Weston, 1. hrabia Portland
- 1635–1636: urząd komisaryczny
  - William Laud
  - inni
- 1636–1641: William Juxon
- 1641–1643: urząd komisaryczny
  - Edward Littleton, 1. baron Lyttelton
  - inni
- 1643–1652: Francis Cottington, 1. baron Cottington
- 1660–1660: urząd komisaryczny
  - Edward Hyde
  - James Butler, 1. markiz Ormonde
  - George Monck
  - Thomas Wriothesley, 4. hrabia Southampton
  - John Robartes, 2. baron Robartes
  - Thomas Colepeper, 2. baron Colepeper
  - Edward Montagu, 1. hrabia Sandwich
  - Edward Nicholas
  - William Morice
- 1660–1667: Thomas Wriothesley, 4. hrabia Southampton
- 1667–1669: urząd komisaryczny
  - George Monck, 1. książę Albemarle
  - Anthony Ashley-Cooper, 1. baron Ashley
  - Thomas Clifford
  - William Coventry
  - John Duncombe
- 1669–1672: urząd komisaryczny
  - George Monck, 1. książę Albemarle
  - Anthony Ashley-Cooper, 1. baron Ashley
  - Thomas Clifford
  - John Duncombe
- 1672–1673: Thomas Clifford, 1. baron Clifford of Chudleigh
- 1673–1679: Thomas Osborne, 1. hrabia Danby
- 1679–1684: urząd komisaryczny
  - Laurence Hyde, 1. hrabia Rochester
  - John Ernle
  - Edward Dering
  - Sidney Godolphin
  - Stephen Fox
- 1684–1684: urząd komisaryczny
  - Laurence Hyde, 1. hrabia Rochester
  - John Ernle
  - Stephen Fox
- 1684–1684: urząd komisaryczny
  - Laurence Hyde, 1. hrabia Rochester
  - John Ernle
  - Dudley North
  - Henry Frederick Thynne
- 1684–1685: urząd komisaryczny
  - Sidney Godolphin, 1. baron Godolphin
  - John Ernle
  - Stephen Fox
  - Dudley North
  - Henry Frederick Thynne
- 1685–1686: Laurence Hyde, 1. hrabia Rochester
- 1687–1689: urząd komisaryczny
  - John Belasyse, 1. baron Belsyse
  - Sidney Godolphin, 1. baron Godolphin
  - Henry Jermyn, 1. baron Dover
  - John Ernle
  - Stephen Fox
- 1689–1690: urząd komisaryczny
  - Charles Mordaunt, 1. hrabia Monmouth
  - Henry Booth, 2. baron Delamere
  - Sidney Godolphin, 1. baron Godolphin
  - Henry Capell
  - Richard Hampden
- 1690–1690: urząd komisaryczny
  - John Lowther
  - Richard Hampden
  - Stephen Fox
  - Thomas Pelham
- 1690–1692: urząd komisaryczny
  - Sidney Godolphin, 1. baron Godolphin
  - John Lowther
  - Richard Hampden
  - Stephen Fox
  - Charles Montagu
  - Edward Seymour, 4. baronet
- 1692–1694: urząd komisaryczny
  - Sidney Godolphin, 1. baron Godolphin
  - Richard Hampden
  - Stephen Fox
  - Edward Seymour, 4. baronet
  - Charles Montagu
- 1694–1695: urząd komisaryczny
  - Sidney Godolphin, 1. baron Godolphin
  - Charles Montagu
  - Stephen Fox
  - William Trumbull
  - John Smith
  - Edward Seymour, 4. baronet
- 1695–1696: urząd komisaryczny
  - Sidney Godolphin, 1. baron Godolphin
  - Stephen Fox
  - Charles Montagu
  - John Smith
- 1696–1697: urząd komisaryczny
  - Sidney Godolphin, 1. baron Godolphin
  - Charles Montagu
  - Stephen Fox
  - John Smith
  - Thomas Littleton
- 1697–1699: urząd komisaryczny
  - Charles Montagu
  - Stephen Fox
  - Thomas Littleton
  - Thomas Pelham
- 1699–1699: urząd komisaryczny
  - Charles Montagu
  - Ford Grey, 1. hrabia Tankerville
  - Stephen Fox
  - John Smith
  - Henry Boyle
- 1699–1700: urząd komisaryczny
  - Ford Grey, 1. hrabia Tankerville
  - John Smith
  - Stephen Fox
  - Richard Hill
  - Thomas Pelham
- 1700–1701: urząd komisaryczny
  - Sidney Godolphin, 1. baron Godolphin
  - John Smith
  - Stephen Fox
  - Henry Boyle
  - Richard Hill
- 1701–1701: urząd komisaryczny
  - Sidney Godolphin, 1. baron Godolphin
  - Henry Boyle
  - Stephen Fox
  - Richard Hill
  - Thomas Pelham
- 1701–1702: urząd komisaryczny
  - Charles Howard, 3. hrabia Carlisle
  - Henry Boyle
  - Stephen Fox
  - Richard Hill
  - Thomas Pelham
- 1702–1707: Sidney Godolphin, 1. hrabia Godolphin

## Lista lordów wielkich skarbników Wielkiej Brytanii
- 1707–1710: Sidney Godolphin, 1. hrabia Godolphin
- 1710–1711: urząd komisaryczny
  - John Poulett, 1. hrabia Poulett
  - Robert Harley
  - Henry Paget
  - Thomas Mansell
  - Robert Benson
- 1711–1714: Robert Harley, 1. hrabia Oxford i Mortimer
- 1714–1714: Charles Talbot, 1. książę Shrewsbury